# Бархатова Клавдія Олександрівна
Клавдія Олександрівна Бархатова (рос. Клавдия Александровна Бархатова; 7 листопада 1917 — 19 січня 1990) — радянський російський астроном.

## Життєпис
Родилася в Нижньому Тагілі (нині Свердловська область) в робочій сім'ї професійного революціонера-більшовика О. В. Бархатова. У 1941 закінчила Уральський університет в Свердловську. Після навчання в аспірантурі працювала в тому ж університеті. У 1951—1953 декан фізико-математичного факультету. З 1960 по 1986 завідувала відновленою в університеті за її ініціативою кафедрою астрономії і геодезії. З 1968 — професор. Організувала будівництво першої (і єдиної) на Уралі Коуровської астрономічної обсерваторії.
Основні наукові роботи присвячені зоряній астрономії, зокрема дослідженню кінематики зірок і зоряних систем в Галактиці. На підставі численних даних про розсіяні зоряні скупчення досліджувала різні параметри, що характеризують розвиток цих об'єктів (діаграми колір — зоряна величина, функції світимості і інші. Виявила залежність кутових діаметрів скупчень від відстані до Сонця, що може вказувати на необхідність перегляду шкали відстаней зоряних скупчень і змінних зірок. Спільно з Є. Д. Павловською показала, що існує залежність ексцентриситету галактичних орбіт розсіяних скупчень від віку; з цього виходить, що старіші скупчення в середньому рухаються по витягнутіших орбітах. Автор атласу діаграм колір — величина розсіяних скупчень (т. 1-4, 1958—1963). Проводила велику педагогічну роботу.
Голова Головної ради з астрономії Міністерства вищої і середньої спеціальної освіти РРФСР (з 1969 по 1986).
Нагороджена орденом «Знак Пошани» (1962) і медаллю «За трудову відзнаку». На її честь названо астероїд 5781 Бархатова.

## Публікації
- Атлас диаграмм цвет-светимость рассеянных звездных скоплений. Т. 1-4. М., 1958—1963